# 李玫
李玫，上海人，清朝政治人物。
李玫曾于1726年接替全乾象任上海县知县一职，1727年由钦连接任。